# Gerd Deumlich
Gerd Deumlich, né le 26 juin 1929 à Brieg, en Silésie, et mort le 23 avril 2013, était un journaliste et homme politique allemand, membre du Parti communiste allemand (DKP).

## Biographie
Gerd Deumlich est fils d'un soldat déporté dans les camps de concentration du Pays de l'Ems puis de Dachau. Il suit d'abord des études d'arpentage. Au printemps 1946, il intègre le Parti communiste allemand (DKP) et la Jeunesse libre allemande (FDJ). Il devient rédacteur en chef du périodique Junges Deutschland (« Jeune Allemagne »), alors édité illégalement par la FDJ,,. Il est pour cela condamné à deux ans et trois mois de prison en 1954 ; il purge sa peine, partiellement en détention individuelle, jusqu'en juin 1956. Après un exil de plusieurs années en Allemagne de l'Est avec sa famille, il retourne en Allemagne de l'Ouest en 1969 et s'installe à Essen, où il devient le premier rédacteur du journal Unsere Zeit, publié par le Parti communiste,. Il est ensuite responsable des travaux culturels auprès du comité du Parti communiste allemand au début des années 1970, et devient rédacteur en chef et co-éditeur de la revue Marxistische Blätter (de) (« Feuilles marxistes »),,. Gerd Deutlich est également membre du comité fédéral de l'Association des persécutés du régime nazi (VVN), ainsi que du syndicat Ver.di, fondé en 2001.
Gerd Deumlich décède d'un arrêt cardiaque au retour d'une manifestation le 23 avril 2013, peu avant son 84e anniversaire. Ses obsèques ont lieu le 10 mai au cimetière sud-ouest d'Essen (de).

## Vie privée
Gerd Deumlich était marié et a deux fils. Son bureau était situé à la Hoffnungstraße d'Essen.

## Écrits
- Bildungspolitische Forderungen der Arbeiterklasse durchsetzen. Sofortvorschläge der DKP für bessere Bildung und Berufsbildung. Referat auf der Bildungspolitischen Konferenz der DKP am 2. und 3. November 1974 in Köln-Mülheim, comité directeur du DKP, service des relations publiques, Düsseldorf, 1974 ;
- Theaterfragen von heute, 1974 ;
- Zur Lage der Theater in der BRD, Verband der Theaterschaffenden der Deutschen Demokratischen Republik, Berlin, 1975 ;
- Der Mannheimer Parteitag, 1978 ;
- Öffentlichkeitsarbeit, 1978 ;
- Die KPD hielt lange an der Einheit fest ;
- Auf der Höhe der Erfordernisse der Zeit ;
- Stets die gleiche humanistische und revolutionäre Idee, 1983 ;
- Stadt und Kultur - Zur Situation kommunaler Kulturpolitik - Herausforderung für die DKP, 1988 ;
- Bericht der Arbeitsgruppe des Parteivorstandes zur Erarbeitung eines Antragsentwurfs an den 9. Parteitag "Zur Lage und künftigen Entwicklung der DKP", 1989 ;
- Buchstäblich eine Kernfrage ;
- Kultur im Kampf um Frieden, Arbeit und Demokratie ;
- Notizen über Erfurt, 2011 ;
- Revolution, Konterrevolution, Antikommunismus[4].